# NGC 2175
NGC 2175 (другие обозначения — OCL 476, LBN 854) — рассеянное скопление в созвездии Орион.
Этот объект входит в число перечисленных в оригинальной редакции «Нового общего каталога».
В скоплении имеется очень плотная область H II, которая содержит звезду 11,05 величины и звезду 14,15 величины, расстояние между которыми составляет 16,2". Более слабая звезда показывает интенсивные линии излучения. Первая звезда имеет спектральный класс не ранее B1,5V (но она вряд ли является причиной уплотнения ионизированного газа), а вторая — не ранее B9V.